# Something to Write Home About
Something to Write Home About è un album del gruppo emo/indie rock statunitense The Get Up Kids, pubblicato nel 1999 dalla Vagrant Records.
Il disco ha ottenuto un grande successo commerciale, raggiungendo nell'anno delle due uscita la 31ª posizione della Billboard Top Heatseekers nell'America settentrionale, ed ottenendo buone reazioni della critica. Something to Write Home About è il primo album della formazione di Kansas City con James Dewees alle tastiere.
Dopo l'album di debutto, Four Minute Mile, il gruppo aveva ricevuto delle offerte di contratto con delle major ma ciononostante, decisero di restare con un'etichetta indipendente firmando per la Vagrant dopo il rapporto improduttivo con la Mojo Records.

## Registrazione
All'epoca della firma del contratto con la Vagrant, l'etichetta era ancora una società piccola. Prima della produzione del disco, il co-proprietario della Vagrant, John Cohen, chiese un prestito ai genitori, i quali ipotecarono la loro casa per reperire i fondi per l'album.
Something to Write Home About è stato registrato in due mesi ai Mad Hatter Recording Studios di Silverlake, in California. È stato prodotto da Chad Blinman e dal musicista e produttore di Kansas City Alex Brahl, che successivamente ha fondato la Curb Appeal Records con il chitarrista dei Get Up Kids Jim Suptic.

## Promozione
Dall'album sono stati estratti due singoli. Il primo, Ten Minutes è stato pubblicato dalla Sub Pop Singles Club su vinile da 7" nel febbraio 1999. Il secondo, Action & Action è stato pubblicato il 24 marzo 2000 in Europa dalla Epitaph Records.
Il gruppo è stato in tour per tre anni dopo la pubblicazione del disco, fino alla registrazione del successivo On a Wire. La tournée ha incluso date di supporto ai Green Day per il loro tour di promozione a Warning:, accompagnati da Koufax e The Anniversary e sponsorizzati da Napster,, e l'apertura dell'Outloud tour di Yahoo! del 2001 con Ozma e Weezer.

## Ripubblicazione
Nell'agosto 2008 iniziano a diffondersi voci sulla pubblicazione di una edizione speciale dell'album per il decimo anniversario dell'uscita del disco, che avrebbe incluso un DVD sulla storia del gruppo. Le voci iniziano a diffondersi tra i fan a partire dal tour dei Reggie and the Full Effect, quando il cantante ed ex-tastierista dei Get Up Kids James Dewees annuncia che la band avrebbe ripubblicato l'album in contemporanea ad un tour nella primavera del 2009. Dopo molte speculazioni, in un'intervista a Mishmash Magazine, Dewees conferma di stare lavorando ad una riunione di una «vecchia band degli anni novanta e dell'inizio degli anni 2000».
La ripubblicazione viene confermata in un post del blog musicale del The Kansas City Star, che conferma le notizie sulla riformazione del gruppo per un tour nel 2009, in onore del decimo anniversario di quello che resta l'album di maggior successo della formazione di Kansas City. Matt Pryor, inoltre, conferma la ripubblicazione in una speciale edizione con DVD e photo book. Nel gennaio 2009, la Doghouse Records ripubblica l'album su vinile nero e viola.
Il 10 giugno 2009, assieme all'annuncio del tour europeo e della prima parte del tour americano, la formazione annuncia la data della pubblicazione della edizione speciale di Something to Write Home About, fissata all'8 settembre 2009.

## Tracce
1. Holiday – 3:29
2. Action & Action – 4:05
3. Valentine – 4:19
4. Red Letter Day – 2:56
5. Out of Reach – 3:46
6. Ten Minutes – 3:12
7. The Company Dime – 4:06
8. My Apology – 3:24
9. I'm a Loner Dottie, a Rebel... – 3:08
10. Long Goodnight – 4:49
11. Close to Home – 3:50
12. I'll Catch You – 4:22

Tracce bonus nella versione britannica
1. Forgive and Forget - 3:24
2. Central Standard Time - 3:22

## Formazione
- Matthew Pryor - chitarra, voce
- Jim Suptic - chitarra, voce
- James Dewees - tastiere, voce
- Rob Pope - basso
- Ryan Pope - batteria

### Crediti[2]
- Alex Brahl - produzione, assistente all'ingegneria del suono
- Chad Blinman - produzione, missaggio, registrazione
- Dale Lawton - assistente
- Ramon Breton - masterizzazione
- Rich Egan - direzione
- Travis Millard - copertina
- Sam Spencer - design, layout